# Barack the Barbarian
Barack the Barbarian est une bande dessinée parodique créée en 2009 pour Devil's Due Publishing par Larry Hama (scénario) et Christopher Schons (dessins). La saga est constituée de deux cycles. 
Le premier intitulé Quest for the Treasure of Stimuli est une mini-série de 4 numéros parus entre juin 2009 et octobre 2009. Le second est un numéro unique paru en novembre 2009 et intitulé The Fall of Red Sarah.

## L'idée initiale
Peu de temps après l'élection de Barack Obama, on apprend par la presse, le Daily Telegraph en l'occurrence, que le président élu (à l'époque) a collectionné dans le passé les revues de Conan. De là a germé cette idée un peu baroque de faire Barack, un alter ego de Conan, le guerrier barbare.
Larry Hama qui a dans le passé travaillé sur Conan est contacté ; il accepte tout en précisant qu'ayant un penchant pour les Démocrates, ce sont plutôt les Républicains qui seront le plus souvent raillés. L'éditeur (Josh Blaylock) accepte ; l'aventure est lancée.

## Le contexte narratif
Quand il arrive au pouvoir, le président Obama doit faire face à une crise économique sans précédent depuis la seconde Guerre mondiale. La faillite de Lehman Brothers à la mi-septembre 2008 provoque une crise de confiance généralisée. Avec la crise des subprimes survenue un an plus tôt (en juillet 2007), les rouages économiques s'étaient déjà grippés ; avec cette nouvelle crise, on redoute le pire. Différents plans de relance sont envisagés partout dans le monde avec une contrainte lourde : les états sont déjà lourdement endettés et n'ont guère de marge de manœuvre.
Pour Obama, c'est encore plus difficile dans la mesure où s'il dispose d'une majorité au Congrès, celle-ci reste friable notamment lorsqu'il est fait allusion à des hausses d'impôts. Relancer la machine économique sans augmenter les impôts, ni faire trop tourner la machine à billets pour cause d'inflation revient à la quadrature du cercle.
C'est très exactement ce qu'exprime le titre de ce premier cycle The Quest for the Treasure of Stimuli qu'on pourrait traduire par Comment financer le plan de relance américain. Une traduction plus littérale donnerait La Quête du Trésor de la Relance.

## Le monde barackesque
La première image donne le ton de la série. Barack, fier guerrier, est juché non pas sur un fougueux destrier, mais sur un âne. On rappellera toutefois que l'âne est le symbole des Démocrates. Le barbare arrive dans la ville de Warshingtun qui est sous la coupe d'un despote (le terme est dans le texte) qui répond au nom de Boosh (voir George W. Bush) et qui a trouvé refuge dans la Tour de l'Eléphant. Si la référence à Conan est immédiate, il convient de ne pas oublier que l'éléphant est aussi le symbole des Républicains. Enfin, pour mieux enfoncer le clou, l'animal soutient indirectement le symbole du dollar...
Tel est le début de l'histoire. Dans cette affaire Barack devra affronter le chef de la secte des éléphants qui ressemble à s'y méprendre à Dick Cheney, se mesurer à Red Sarah, parodie palinesque de Red Sonja et s'allier tout en s'en méfiant d'Hilaria qui fait penser à Hillary Clinton.
Dans ce monde assez largement détruit, on trouve quelques bâtisses en ruines, mais qui nous sont familières comme le Temple de l'Emancipateur, comprendre 
le Lincoln Memorial. Quand Barack demande si ce dieu vit encore dans le temple, on lui répond qu'il n'est plus ici mais que ses idées vivent encore. 
Bref, si la charge est parfois grosse, le ton peut aussi se faire profond.

## L'attrait de la série
Véritable jeu de piste des personnalités et des usages politiques américains, la série réussit le tour de force de faire une véritable parodie tout en gardant les attraits du pastiche. Ainsi Hama a respecté les référents conanesques. 
Chez Barack, les chroniques sont devenues madowiennes -du nom d'une journaliste célèbre pour ses émissions télévisées- et commencent ainsi : Sache ô Prince qu'avant que les glaciers ne recouvrent le monde et que vienne l'ère des fils d'Inuit...

## Publications
La mini série Quest for the Treasure of Stimuli bénéficie du même personnel pour les 4 numéros à savoir :
- Larry Hama (scénario)
- Christopher Schons (dessins)
- Rachelle Rosenberg (couleurs)

Chaque numéro comporte 22 planches, soit donc un total de 88.
Le one shot, The Fall of Red Sarah, est en noir et blanc (hormis les cheveux de Red Sarah !). Ont officié :
- Larry Hama (scénario)
- John Christmas (dessins)
- Sam Wells et Eric Sluga (tonalités de noir et rouge)

L'histoire fait 45 pages.